# Monda (kommunhuvudort)
Monda är en kommunhuvudort i Spanien.   Den ligger i provinsen Provincia de Málaga och regionen Andalusien, i den södra delen av landet, 400 km söder om huvudstaden Madrid. Monda ligger 365 meter över havet och antalet invånare är 2 078.
Terrängen runt Monda är kuperad.Runt Monda är det tätbefolkat, med 308 invånare per kvadratkilometer. Närmaste större samhälle är Marbella, 13,6 km söder om Monda. 